# Коропальцев, Николай Васильевич
Николай Васильевич Коропальцев (1903 — ?) — советский конструктор, рационализатор.

## Биография
Родился в Тверской губернии, сын крестьянина-бедняка. С 1909 года жил в Петербурге. Окончил начальную городскую школу. С 1913 года работал учеником в фотоателье, затем—учеником слесаря. В 1918 году вступил в РКСМ.
В 1919—1923 служил в милиции. В 1924—1925 кузнец-штамповщик на заводе «Красный путиловец». Член ВКП(б) с 1925 года.
В 1925—1931 годах электромонтёр, завхоз, с 1927 года председатель профкома в школе-заводе Ленинградского губсовнархоза.
С апреля 1931 года мастер на заводе резинотехнических изделий «Красный треугольник».
В декабре 1941 года командирован в Свердловск руководителем по монтажу завода резинотехнических изделий. В конце мая 1942 года направлен старшим конструктором на шинный завод в Ярославль для подготовки к внедрению метода литья в шинной промышленности. В ноябре 1943 года переведен на Ярославский завод резинотехнических изделий на должность старшего инженера для восстановления работ, связанных с литьем резины.
В марте 1946 года вернулся в Ленинград и возглавил конструкторское бюро литья резины завода резинотехнических изделий.
С 1963 года на пенсии.
Соавтор книгиПроизводство резиновых изделий методом литья под давлением [Текст] : производственно-практическое издание / Н. В. Коропальцев, Ю. В. Карпович; ред. Д. Г. Трабера. — Ленинград : Госхимиздат, 1959. — 165 с. : ил.

## Награды и премии
- орден Красной Звезды
- орден «Знак Почёта»
- орден Трудового Красного Знамени
- медаль «За трудовое отличие»
- Сталинская премия III степени (14 марта 1941) — за разработку промышленного метода литья резиновых изделий под давлением